# Пам'ятки археології Вінниці
У місті Вінниця під обліком перебуває 13 пам'яток археології.
| №   | Охоронний № | Найменування пам'ятки                                                                                      | Пам'яток у комплексі | Адреса     | Дата (епоха)                    | Дата відкриття або виявлення | Автори (дослід.)           | Рішення про взяття під охорону |
| --- | ----------- | --- | -------------------- | ---------- | ------------------------------- | ---------------------------- | -------------------------- | ------------------------------ |
| 1.  | 501         | Багатошарова пам’ятка: пізньопалеолітична стоянка, поселення трипільської культури та слов'янське городище |                      | м. Вінниця | XXV-III тис. до н.е., Х-ХІІ ст. | 1949 р.                      | археолог М. І. Артамонов   | №96 17.02.1983 р.              |
| 2.  | 1           | Поселення трипільської культури                                                                            |                      | м. Вінниця | IV-III тис. до н.е.             | 1963 р.                      | краєзнавець А. В. Кучерук  | №31310.06.1971 р.              |
| 3.  | 183         | Поселення черняхівської культури                                                                           |                      | м. Вінниця | ІІ-IV ст. ст. н. е.             | 1974 р.                      | краєзнавець В.В. Мурований | №96 17.02.1983 р.              |
| 4.  | 503         | Слов'янське поселення                                                                                      |                      | м. Вінниця | VI-VII ст. н. е                 | 1959 р.                      | к. і. н. П. І. Хавлюк      | №96 17.02.1983 р.              |
| 5.  |             | Поселення доби бронзи                                                                                      |                      | м. Вінниця | ІІ тис. до н. е.                | 1993 р.                      | Потупчик М.В.              | щойно виявлена                 |
| 6.  |             | Поселення чорноліської культури                                                                            |                      | м. Вінниця | ХІ-ІХ ст. до н. е.              | 1994 р.                      | к. і. н. Бойко Ю.М.        | щойно виявлена                 |
| 7.  |             | Поселення чорноліської культури                                                                            |                      | м. Вінниця | ХІ-ІХ ст. до н. е.              | 1991 р.                      | Левада М. Є.               | щойно виявлена                 |
| 8.  |             | Поселення багатошарове, енеоліт, рання залізна доба                                                        |                      | м. Вінниця | IV-І тис. до н. е.              | 1980 р.                      | Гопак В. Д.                | №96 17.02.1983 р.              |
| 9.  |             | Багатошарове поселення, доба бронзи, рання залізна доба, середньовіччя                                     |                      | м. Вінниця | ІІ тис. до н. е. – І тис. н. е. | 1965 р.                      | Лобай Б. І.                |                                |
| 10. |             | Поселення доби Київської Русі                                                                              |                      | м. Вінниця | ІХ-ХІ ст.                       | 1965 р.                      | Лобай Б. І.                |                                |
| 11. |             | Поселення культури типу Луки-Райковецької                                                                  |                      | м. Вінниця | VIII-ІХ ст.                     | 1959 р.                      | к. і. н. П. І. Хавлюк      |                                |
| 12. |             | Курган |                      | м. Вінниця |                                 | 2003 р.                      | Потупчик М.В.              | щойно виявлена                 |
| 13. |             | Курган |                      | м. Вінниця |                                 | 2003 р.                      | Потупчик М.В.              | щойно виявлена                 |
|     |             | |                      |            |                                 |                              |                            |                                |

## Джерело
- Пам'ятки Вінницької області